# Almásy Géza
Tarnazsadányi és törökszentmiklósi Almásy Géza (Eger, 1849. május 19. – Budapest, 1909. március 21.) politikus, Jász-Nagykun-Szolnok vármegye főispánja.

## Élete
1849-ben született a nagy múltú Almásy családba Almásy László és Dőry Paula negyedik gyermekeként. Középiskoláit Egerben, jogi tanulmányait Pozsonyban végezte.
Tanulmányai befejeztével az Országgyűlés képviselőházának háznagyi titkáraként működött. 1870. június 20-ától másfél éven keresztül Heves vármegye Tarnai járásának esküdtje volt. 1877-ben választották meg a Tarnai közép járás szolgabírájává, mely tisztét egészen 1883-ig betöltötte, amikor is áthelyezték az Egri járásba, Kápolna főszolgabírójának.
A kápolnai kerület 1887-ben országgyűlési képviselővé választotta, és ekkor lemondott a szolgabíróságról. A Szabadelvű Párt politikusaként háznagyi tisztséget látott el, és tagja volt több bíráló és közigazgatási bizottságnak is. Alapító tagja volt a Nemzeti Társaskörnek. 1892-ben iktatták be Jász-Nagykun-Szolnok vármegye főispáni hivatalába, ahol a Szatmár vármegye főispáni székébe távozó Újfalussy Sándor helyébe lépett.
Heves ellenfele volt gróf Apponyi Albertnek, aki ellen Jászberényben ellenjelöltet állított Erdély Sándor, a későbbi igazságügyminiszter személyében. Főispánsága alatt nehéz idők jártak a vármegyében. 1893 tavaszán Jászladányban tűz ütött ki, ahol 300-nál is több épület égett le, majd mintegy három hónap múltán Szolnokon és a környékbeli falvakban kolerajárvány tört ki. Hajdu Sándort, Almásy alispánjának idegeit a kolera elleni küzdelem felőrölte, felfüggesztették, majd nyugdíjba vonulva hamarosan el is hunyt. Ugyancsak Almásy hivatala idején mentek végbe az egyházpolitikai reformok is. Szintén ekkor ünnepelte Magyarország ezeréves fennállását, a vármegyében tartott megemlékezésen a főispán mondhatta el az ünnepi beszédet.
1898 őszén Almásy visszavonult a közhivataloktól, helyére pedig a kormány Lippich Gusztávot jelölte ki. A Szabadelvű Párt feloszlása után teljesen visszavonult a politikai élettől, és csak mezőgazdasággal foglalkozott.
Hosszabb ideig érelmeszesedésben szenvedett, amely 1909. március 21-én a halálát okozta. Március 23-án a Kerepesi úti temetőben temették el.

## Családja
1890-ben vette feleségül kunhalmi Rósa Malvinát, aki egyetlen leánnyal, Malvinával (később Benkó Lajosné) ajándékozta meg. Egyetlen leányukat a családban csak Mincsiként ismerték.